# 최거룩
최거룩(1976년 6월 26일 ~ )은 대한민국의 은퇴한 축구 선수이자 현 지도자이다. 현재 유소년 클럽인 최거룩 축구교실을 운영하고 있으며, 선수 시절 포지션은 수비수이다.

## 클럽 경력
중앙대학교를 졸업하고 부천 SK에 입단하였다. 1999년 7월 14일 전북 현대 다이노스와의 경기에서 프로 데뷔골을 기록했다. 부천에서의 4시즌 반 동안 리그 67경기에 나서 2골을 기록하였고 2003년 여름 조현두와 트레이드되어 전남 드래곤즈로 이적하였다.
2004 시즌 종료 후 전남을 떠났으며 반 시즌 간 무적 신분으로 지내다가 2005년 여름 대전 시티즌에 입단하였다. 대전에서 2007년까지 활약하다 은퇴하였다.

## 국가대표팀 경력
중앙대학교 재학 중이던 1998년 진순진과 함께 대한민국 국가대표팀 훈련에 테스트 선수 자격으로 참가하여 10일 간 테스트를 받았으나 발탁되지는 못하였다.

## 그 외
2004년 1월 택시 기사와 실랑이를 벌이다가 대구동부경찰서에서 경찰관을 폭행한 혐의로 불구속 기소되었다.